# Ruble de Transnístria
El ruble de Transnístria (en rus приднестровский рубль, pridniestrovski rubl o, simplement, рубль, rubl) és la unitat monetària de l'autoproclamada República Moldava de Transnístria. Se subdivideix en 100 copecs (копейка, kopeika), a semblança del ruble rus. A causa del no-reconeixement internacional de Transnístria, la moneda tampoc té assignat un codi ISO 4217. S'acostuma a utilitzar l'abreviatura en ciríl·lic p. (de рубль).
El 1994 el Banc Republicà de Transnístria (Приднестровский Республиканский Банк, Pridniestrovski Respublikanski Bank) va substituir els bitllets de ruble soviètic emesos entre el 1961 i el 1992, que s'usaven amb un segell adhesiu enganxat. D'aquesta manera es van introduir els nous bitllets de ruble de Transnístria.
En circulen monedes de 5, 10, 25 i 50 copecs i bitllets d'1, 5, 10, 25, 50, 100, 200 i 500 rubles.

## Taxes de canvi
- 1 EUR = 9,5600 rubles de Transnístria (6 de desembre del 2005)
- 1 USD = 8,1671 rubles de Transnístria (6 de desembre del 2005)